# 星火镇
星火镇，是中华人民共和国四川省南充市营山县下辖的一个乡镇级行政单位。2019年10月，撤销柏坪乡，将其所属行政区域划归星火镇管辖。

## 行政区划
星火镇下辖以下地区：
马房村、彼岸村、拱桥村、含宝村、东观村、星火村、梓橦村、宝峰村、骑龙村、擂钵村、自生村、梨木村、八角村、天灯村、开科村、联升村、五祖村和金盆村、祠堂村、白鱼村、土垭村、柏林村、关坪村、南垭村和禅林村。